# سوديرمان (لاعب كرة قدم)
سوديرمان (بالإندونيسية: Sudirman) هو لاعب كرة قدم ومدرب كرة قدم إندونيسي في مركز الدفاع، ولد في 24 أبريل 1969 في إندونيسيا. شارك مع منتخب إندونيسيا لكرة القدم. أما مع النوادي، فقد لعب مع Arseto F.C. ‏.

## وصلات خارجية
- سوديرمان (لاعب كرة قدم) على موقع قاعدة بيانات كرة القدم.إي يو (الإنجليزية)
- سوديرمان (لاعب كرة قدم) على موقع ناشيونال فوتبول تيمز (الإنجليزية)